# 賓加山
賓加山（葡萄牙語：Monte Binga）是東非國家莫桑比克的山峰，位於該國西部馬尼卡省，毗鄰與津巴布韋接壤的邊界，該山峰的岩石是前寒武紀形成的石英岩，海拔高度2,436米，是該國最高點。